# オハ・モスカリヴォ鉄道
オハ-モスカリヴォ鉄道（Железная дорога Оха — Москальво）は、かつてソビエト連邦（現：ロシア連邦）に存在した非電化鉄道。石油の町・オハとソ連本土との連絡口であったモスカリヴォを結び、サハリンの鉄道における初の広軌（1,524mm）路線であった。

## 歴史
サハリン（樺太）北部における石油生産は1920年代から本格的に始まり、当初ソ連本土への石油輸送は船舶が用いられていたが、時間がかる上危険な航路を進む必要があり、石油生産の発展を妨げる事態となっていた。そこで、より短時間かつ高頻度の石油輸送が可能な鉄道の建設計画が立ち上がった。当初はオハ・ノグリキ狭軌鉄道と同様の狭軌（750 mm）での敷設が予定されていたが、将来的にサハリン全土をソ連と同様の軌間へ変更する長期計画も踏まえ広軌（1,524 mm）での建設が決定した。なお軌間変更計画はその後中断され、オハ・モスカリヴォ鉄道自体も1950年代に狭軌への変更計画が持ち上がったが廃止まで実現することはなかった。
1930年8月から3ヶ月をかけて約3,000人を動員しての建設作業が行われ、1932年から暫定的な営業運転が始まった。本格的な営業運転の開始は1934年である。これによりモスカリヴォ港を経由しての石油輸送が行われるようになった事に加え、ソ連本土からの貨物輸送も実施されるようになった。特にホルムスク港が整備されワニノ・ホルムスク鉄道連絡船の運航が始まる前はサハリンとソ連を結ぶ唯一の貨物ルートとして重要視されていた。
1970年代の時点では旅客列車も含めて1日最大10往復の列車が走り、オハ駅から途中駅のラグル駅の間は三線軌条になっており、オハ・ノグリキ狭軌鉄道の列車も乗り入れていた。冬季はモスカリヴォ港が凍結し使用不可能になるため本数が大幅に減少していた。運営はサハリンネフト信託（現：サハリン・モルネフテガスシェルフ社）によって行われていたが、1946年から1950年の間はソ連国鉄の路線となっていた。
バスの発展により1979年をもって旅客営業は終了し、使用されていた客車の一部は南部の1,067mm軌間の鉄道路線へ転用された。その後も貨物列車の運用は続いたが、ソビエト連邦の崩壊後の1990年代初頭の時点で輸送量は大幅に減少しており、更にサハリン南部へ貨物を輸送する際に軌間が異なる貨車へ載せ替える必要があるなど採算が取れない路線となっていた。最終的に貨物輸送も1996年に廃止され、以降は線路の盗難を防ぐため週に1度ディーゼル機関車の運転が行われていたが、こちらも1999年に終了した。同年9月に行われた鉄道ジャーナル社による廃止後の取材では車庫に放置された多数の機関車や客車、貨車が報告されている。また鉄道の廃止によりモスカリヴォ港も役目を終え、1999年の時点で港町であるモスカリヴォの人口は180人まで減少している。

## 車両
ソ連本土と同型の車両が用いられ、1960年代以降は液体式ディーゼル機関車であるTGM3形、TGM4A形、TGM40形などが旅客列車や貨物列車を牽引した。車両基地はモスカリヴォに存在し、モスカリヴォ港が凍結し列車本数が減少する冬季に大規模修繕が集中して行われていた。

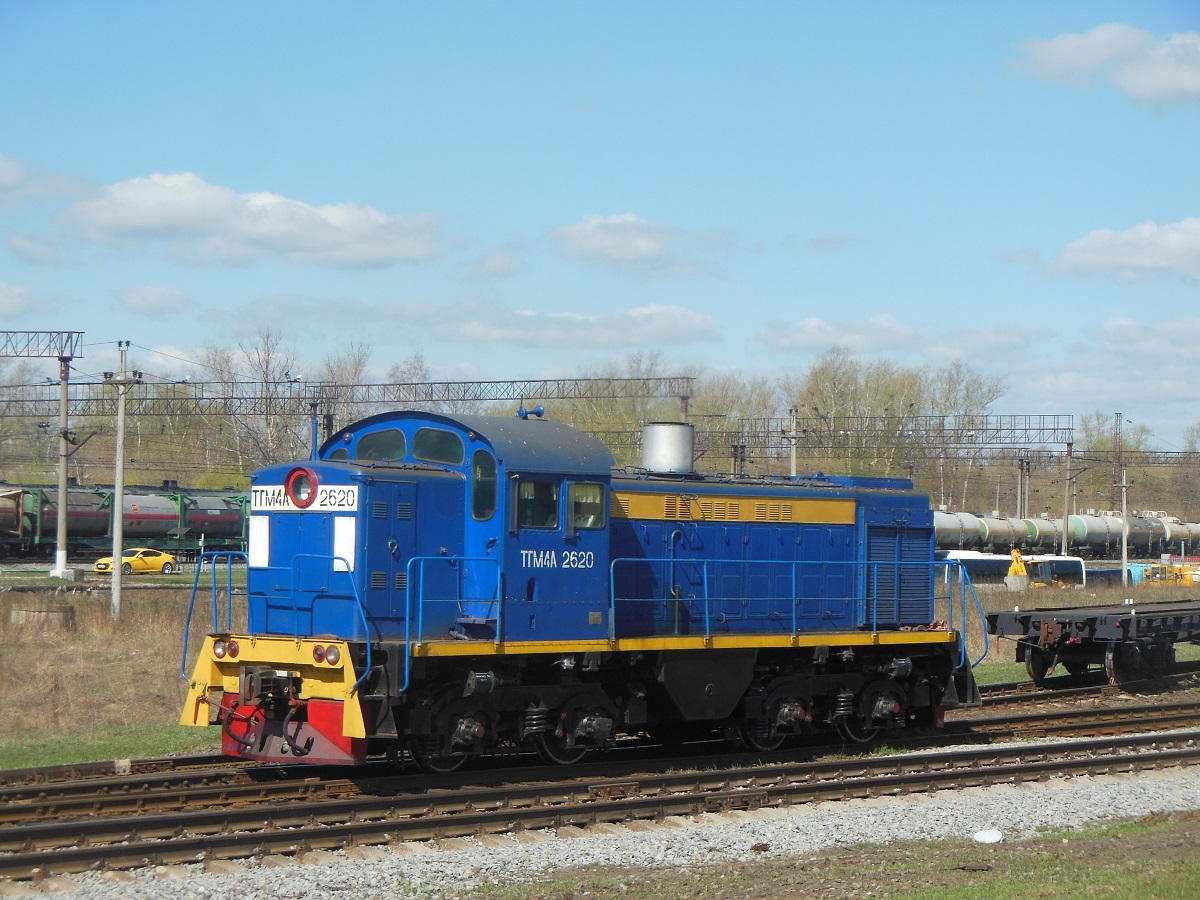
TGM4A形

## 参考資料
- 徳田耕一『サハリン 鉄路1000キロを行く』JTB、1995年3月15日。ISBN 4-533-02194-8。

- 竹島紀元「サハリンの鉄道1999 国鉄車両の現況とオハ鉄道」『鉄道ジャーナル』第33巻第12号、鉄道ジャーナル社、1999年12月、115-119頁、ISSN 0288-2337。